# PlanetMath

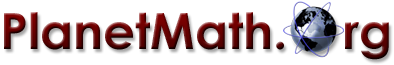
PlanetMath-Logo

PlanetMath war ein Mathematikportal im Internet, dessen Hauptfunktion eine Mathematik-Enzyklopädie war, die nach ähnlichen Prinzipien wie Wikipedia aufgebaut war und für ihre Inhalte auch die GFDL verwendete. Um 2013 enthielt die PlanetMath-Enzyklopädie über 9200 Artikel mit etwa 16.200 Begriffen.
PlanetMath war vom Ansatz her etwas restriktiver als Wikipedia ausgelegt. So konnten zum Beispiel grundsätzlich nur registrierte Benutzer Inhalte erstellen oder verändern, und Artikel besaßen „Eigentümer“, die ihre Veränderungen verwalteten. Darüber hinaus verfügte die Seite über umfangreichere Strukturen zur Qualitätssicherung als die frühe Wikipedia. Neben einem allgemeinen Diskussionsthread für jeden Artikel gab es zusätzlich einen separaten Thread für fachliche Korrekturen und Ergänzungen oder Anhänge (Errata und Addenda). Es gab ein detailliertes Rating- und Review-Verfahren für Artikel und Autoren sowie statistische Informationen über die Anzahl der Zugriffe und der Verlinkungen eines Artikels, anhand derer eine Einschätzung des Artikels bezüglich Zuverlässigkeit und Bedeutung ermöglicht werden sollte. PlanetMath-Artikel wurden komplett in LaTeX erstellt und anhand des Mathematics Subject Classification (MSC) der American Mathematical Society (AMS) und des Zentralblatt MATH kategorisiert.
Die Idee zur Gründung von PlanetMath lieferte der Rechtsstreit um MathWorld im Jahre 2000, der dazu führte, dass diese populäre Online-Enzyklopädie für 12 Monate online nicht mehr verfügbar war und die Nutzergemeinde nach Alternativen suchte. PlanetMath wurde 2000–2001 federführend von Nathan Egge und Aaron Krowne entwickelt, und ein Großteil der anfänglichen Artikel stammt von Mitgliedern des Mathematik-Channels (#math) des Undernets. Betrieben wurde PlanetMath lange Zeit auf einem Server des Digital Library Research Lab der Virginia Tech in Blacksburg, Virginia. Von 2009 bis Februar 2011 kamen dann Server in einer Amazon Cloud zur Anwendung und ab Februar 2011 lief PlanetMath auf Servern der University of Waterloo.
PlanetMath wurde zunächst mit dem eigens dafür entwickelten Softwaresystem Noösphere betrieben. Am 13. März 2013 wurde der Betrieb auf das in Drupal entwickelte Softwaresystem Planetary umgestellt.
2018 war der Betrieb des Portals und der Enzyklopädie eingestellt. Die bisherigen Inhalte wurden als LaTeX-Dateien auf GitHub zugänglich gemacht.